# Гийом де Машо
Гийо́м де Машо́, также Гильом де Машо (фр. Guillaume de Machaut или фр. Machault; около 1300 — апрель 1377, Реймс) — французский поэт и композитор. В истории музыки — «последний трувер» и одновременно представитель исторического периода Ars nova.

## Биография
С 1323 года писец, секретарь, позже в должности придворного (фр. familier, букв. «свой человек») короля Иоанна (Яна) Люксембургского (1296—1346), которого сопровождал во многих его разъездах и военных походах по всей Европе (вплоть до Литвы в 1327-29). Вероятно, по ходатайству короля с 1330 года Машо начал получать церковные бенефиции (пребенды) в различных церквах Франции; наконец, в 1337 году стал каноником в кафедральном соборе Реймса, где (вместе с братом Жаном, каноником с 1355) служил до конца жизни, в том числе переболел там чумой во время эпидемии 1348-49 годов и перенёс тяжёлую двухмесячную осаду англичан в 1359—1360 годах.
Помимо твёрдого денежного пособия к выгодам должности каноника относилось позволение отлучаться с работы, которым Машо широко пользовался. Через Бонну Люксембургскую (дочь Иоанна) вошёл в высший свет французского общества, был знаком с её мужем Иоанном Добрым (король французский в 1350—1364), их сыновьями Карлом V (король французский в 1364-80), Филиппом II Смелым (или «Храбрым»; основателем бургундской ветви дома Валуа). Эти (и некоторые другие крупные французские аристократы, в том числе король Кипра Пьер II де Лузиньян) выступали заказчиками поэтических и музыкальных творений Машо.
В круг общения Машо с большой вероятностью входили музыкальный теоретик и композитор Филипп де Витри, историк Жан Фруассар, поэты Эсташ Дешан (называвший Машо «земным богом гармонии») и, возможно, Джеффри Чосер.
В 1360-е годы Машо неожиданно увлёкся юной поклонницей своих талантов Перонной д’Армантьер (которую называл tout-belle, «всепрекрасной»); это влечение ярко отразилось в его сочинениях (поэтических и музыкальных). Последние годы жизни Машо был занят кропотливым «изданием» музыки и стихов для своих королевских патронов; благодаря этому рукописные сборники его сочинений, прекрасно иллюстрированные, дошли до нас в отличном состоянии. Наиболее известный нотный кодекс Машо — рукопись 1584 Французского фонда Национальной библиотеки Франции (F-Pn fr. 1584).

## Поэзия
Машо — автор 15 поэм-dits (длиной вплоть до 9000 стихов) и сборника лирической поэзии «Loange des dames» (240 стихотворений, перемежаемых музыкальными пьесами). Один из первых сборников стихотворений Машо, Dit du Lyon («Ди о Льве») датирован 1342 годом, последний, «Пролог» — 1372 годом («Пролог» написан как вступление к полному собранию сочинений).
Наряду с многочисленными текстами, не предназначенными для пения (dit), ряд поэм содержит музыкальные вставки. Так, например, «Снадобье Фортуны» (Remède de Fortune; сочинена до 1342) представляет собой полномасштабную антологию песенных форм эпохи с образцами лэ, комплента (complainte), баллады, рондо́ и виреле.
Как правило, тексты Машо написаны от первого лица и воспроизводят любовные мотивы «Романа о Розе» и аналогичной рыцарской литературы.
В автобиографической поэме Le Voir Dit («Правдивое ди», 1362-65) Машо повествует историю своей поздней любви. Отвечая на стихотворное письмо, посланное ему девушкой, лирический герой («я») описывает историю их любви. Далее следует настоящая встреча, и все, что случилось с «я», рассказы которого, написанные восьмисложным стихом, перемежаются стихами, выдержанными в лирическом дискурсе (перед некоторыми стоит помета «здесь петь») — теми, что «я» адресовал почитательнице, и теми, что она писала ему в ответ, — а также прозаическими письмами. Всё вместе составляет около 9000 стихов, не считая писем в прозе. В рукописи содержится множество миниатюр с изображением посланцев, которые тем самым создают единственно существенный эквивалент «реальности»: обмен посланиями, диалог, задуманный как таковой и осуществленный средствами письма. В этом плане «Правдивое ди» отходит от рамочного типа вымышленной встречи и спора, которым он изначально наследует по форме, и оказывается первым предвестником эпистолярного романа Нового времени. Благодаря неоднозначности, заложенной в самом тексте, его общая тематика двойственна: на поверхности это фрагментарный, дробный рассказ о любви старика; на глубине это книга, складывающаяся сама собой. «Правдивое ди» вызвало подражания, например, в «L’Horloge amoureux» Фруассара.
К раннему «Ди о саде» (Dit dou vergier) Машо в начале 1370-х гг., составляя своё полное собрание сочинений (которое он рассматривал как итог всей творческой карьеры), добавил Пролог. Этот пролог, по мнению М. А. Сапонова, является «исторически первой известной нам французской поэтикой». Помимо того, этот текст включает также вопросы музыки, а также всё то, что ныне называется эстетикой — концепцию содержания творчества, его основных тем, поэтических мотивов и даже жизненное кредо автора.

## Музыка
Машо — один из наиболее влиятельных (наряду с Франческо Ландини) композиторов периода Ars nova. Многие его сочинения написаны в твёрдых формах (виреле, баллады и рондо́), а также в форме лэ. Кроме того, он автор 23 изысканных мотетов, некоторые из которых политекстовые и изоритмические.
Машо — автор четырёхголосной мессы (по традиции называемой «мессой Нотр-Дам»), которая была сочинена для исполнения в Реймсском соборе, вероятно, в 1360-е годы. Месса Машо — первая авторская, то есть написанная одним композитором на полный текст ординария.
Машо также первый известный композитор, самостоятельно составивший каталог собственных трудов; современный каталог (см.: fr:Liste des compositions de Guillaume de Machaut) основан на компиляциях самого Машо.
Произведения де Машо включены в Кодекс Шантильи.

## Рецепция
Музыку Машо использовал хореограф Л. Ф. Мясин в балете «Достославнейшее видение» П. Хиндемита (постановка 1938).

## Издания сочинений
- Poésies lyriques, ed. Vladimir Chichmaref. Paris, 1909;
- Oeuvres de Guillaume de Machaut, ed. E. Hoepffner. Paris, 1908-21;
- Musikalische Werke. Bde. 1-3 hrsg. v. Friedrich Ludwig. Leipzig, 1926—1929; Bd. 4 hrsg. v. Heinrich Besseler. Leipzig, 1943; Nachdruck (4 Bde.) Leipzig, 1954.
- Complete Works, ed. by Leo Schrade // Polyphonic Music of the Fourteenth Century, vls.2-3. Monaco: Editions de L’Oiseau-Lyre, 1956-1957 (полное издание муз. сочинений Машо);
- Le Jugement du roy de Behaigne and Remède de Fortune, text ed. by James Wimsatt & William Kibler, music ed. by Rebecca Baltzer. Athens: Univ. of Georgia Press, 1988 (в поэме «Снадобье Фортуны» переизданы текст и музыка; издание содержит также англ. перевод);
- Le livre du Voir Dit, ed. by D. Leech-Wilkinson, transl. by R.B. Palmer. New York, 1998;
- Le Livre du Voir Dit, ed. and trans. P. Imbs, revised with an introduction by J. Cerquiglini-Toulet. Paris, 1999.
- The complete poetry and music. General editors Yolanda Plumley and R. Barton Palmer:
  - Volume 1. The debate series. Kalamazoo (MI): Medieval Institute, 2016 (содержит тексты «Le Jugement dou Roy de Behaingne», «Le Jugement dou Roy de Navarre», ноты «Lay de Plour»; все тексты — с переводом на англ.)
  - Volume 2. The Boethian poems, Le Remede de Fortune and Le Confort d’Ami, ed. by Uri Smilanksy. Medieval Institute, 2019. ISBN 9781580443746
  - Volume 3. --
  - Volume 4. --
  - Volume 5. --
  - Volume 6. --
  - Volume 7. --
  - Volume 8. --
  - Volume 9. The motets, ed. by Jacques Boogaart. Medieval Institute, 2018. ISBN 9781580443029
  - Volume 10. The lays, ed. by Uri Smilansky, Yolanda Plumley and Tamsyn Mahoney-Steel (forthcoming)
  - Volume 11. The rondeaux and virelais, ed. by Uri Smilansky, Yolanda Plumley, Tamsyn Mahoney-Steel, Anne Stone, R. Barton Palmer (forthcoming)
  - Volume 12. The ballades, ed. by Yolanda Plumley, Anne Stone, Tamsyn Mahoney-Steel, R. Barton Palmer (forthcoming)